# 尼崎市立琴ノ浦高等学校
尼崎市立琴ノ浦高等学校（あまがさきしりつことのうらこうとうがっこう）は、兵庫県尼崎市に所在する市立の高等学校。夜間定時制で、2年次より普通系列、商業系列、機械系列、電気系列に分かれて学習する。3年修制と4年修制の教育課程がある。

## 沿革
- 2013年1月 - 尼崎市立琴ノ浦高等学校設置
- 2013年4月 - 尼崎市立琴ノ浦高等学校開校

## 基礎データ

### 所在地
- 兵庫県尼崎市北城内47番地の1

### アクセス
- 阪神電気鉄道本線尼崎駅徒歩7分

## 学校行事
- 4月 - 始業式、入学式
- 5月 - 創立記念日、中間考査
- 6月 - 期末考査
- 7月 - 期末考査 、終業式
- 9月 - 始業式
- 10月 - 中間考査、体育祭
- 11月 - 文化祭
- 12月 - 期末考査、終業式
- 1月 - 始業式
- 3月 - 終業式、卒業式

## 部活動

### 運動部
- バレーボール
- バスケット
- 軟式野球
- 卓球
- 陸上競技
- 柔道
- 剣道
- サッカー
- バドミントン
- ソフトテニス

### 文化部
- 軽音楽
- OA
- 理科
- イラスト
- 演劇
- 英語
- IEEE
- 機械研究
- 放送
- 園芸
- 書道
- 家庭科
- 商業
- 写真
- 美術
- 朝鮮問題研究
- 部落問題研究
- ボランティア